# Bence Pongrácz
Bence Pongrácz, född 23 september 1999, är en ungersk judoutövare.

## Karriär
Vid EM 2024 i Zagreb tog Pongrácz brons i 66 kg-klassen efter att ha besegrat spanske Alberto Gaitero i bronsmatchen. Vid olympiska sommarspelen 2024 i Paris blev han utslagen i åttondelsfinalen i 66 kg-klassen av japanske Hifumi Abe.